# Trova literária
Trova Literária é uma Forma Poética em Trova, sendo que o poema é composto de apenas uma estrofe, de quatro versos em redondilhas maiores de rimas alternadas, como no exemplo a seguir, de Campos Sales, da dupla de cantores Trovadores do Campo:
Que te perdi hoje sei
e choro meu desencanto...
pois amar como eu te amei,
nem mesmo a Deus amei tanto! <br
Originalmente, o termo “trova” era aplicado a qualquer poema ou canção, sendo chamado de “trovador” ou poeta ou vate que declamava esse tipo de composição ligeira, geralmente de caráter popular.
Posteriormente, no entanto, passou a considerar como “trova” apenas o tipo de composição a que aludimos, isto é, à quadra de sete sílabas, geralmente com rimas ABAB (alternadas), embora haja um sem-número de trovas com rimas ABCB (uma única rima alternada), conhecidas como “trovas de rima simples”.

## Gêneros
A trova é enquadrada em três gêneros:
- 1) Líricas - predominância do “eu” lírico, subjetividade, estado da alma, romance.
- 2) Filosóficas – são marcadas pela racionalidade, procuram definir ou conceituar uma ideia.
- 3) Humorísticas – abrangem composições brincantes, satíricas, epigramáticas e anedóticas.